# Hilding Rosenberg
Hilding Constantin Rosenberg (Bosjökloster, 21 de junio de 1892 - Estocolmo, 18 de mayo de 1985) fue un director de orquesta y primer compositor modernista sueco, una de las figuras más influyentes en la música clásica de Suecia en el siglo XX.

## Biografía
Nacido en Bosjökloster, fue organista, concertista de piano y profesor de música hasta 1915, año en el que comenzó a estudiar en el Conservatorio de Estocolmo con Ernst Ellberg y piano con Richard Andersso. Entre su profesorado se encontraba también Wilhelm Stenhammar. Después de la Primera Guerra Mundial, realizó una gira como director por toda Europa (París, Berlín, Dresde y Viena) con una magnífica acogida. A su regreso mantuvo sus estudios de composición con Hermann Scherchen.  En 1932 se convirtió en director musical de la Ópera Real de Estocolmo.
Fue durante la gira por Europa en los años 1920 y con sus primeras composiciones, cuando se produjo el giro modernista que caracteriza su trabajo. La primera sonata para violín es, probablemente, el punto de inflexión, donde marca ya un lenguaje propio. También se señala como principal en el giro de su carrera el estreno de su primera pieza para cuarteto de cuerda. Es conocido especialmente por sus catorce composiciones para cuarteto de cuerda (1920–1972) y las ocho sinfonías (1917–1974), en especial la n.º 2 Grave, no. 4 Johannes Uppenbarelse, la quinta sinfonía, Örtagårdsmästaren y la sexta, Sinfonia Semplice) así como el Piano Concerto no. 2. Fue profesor de composición y entre sus alumnos se encontraron dos generaciones de excelentes músicos suecos como Karl-Birger Blomdahl, Ingvar Lidholm, Åke Hermanson y Daniel Börtz.
Fue miembro de la Real Academia de la Música de Suecia y doctor honoris causa por la Universidad de Uppsala.